# Parlamento de Negrete (1793)

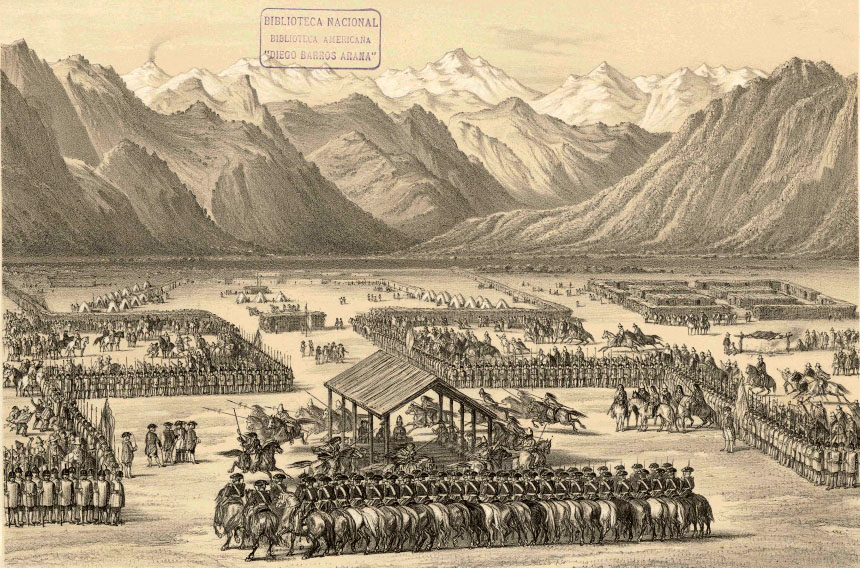
El Parlamento de Negrete de 1793 en un dibujo del Atlas de la historia física y política de Chile de Claudio Gay.

Parlamento de Negrete (1793); junta diplomática de la que emanó un tratado entre las autoridades coloniales españolas de Chile y los principales líderes del pueblo mapuches. La reunión se llevó a efecto del 4 al 7 de marzo de 1793, al borde del Río Biobío, en el vado fronterizo de Negrete, por iniciativa del capitán general y presidente de la Real Audiencia de Chile, Ambrosio O'Higgins. Es considerado habitualmente como el más suntuoso, caro y solemne parlamento diplomático realizado en la frontera chilena del Imperio español.

## Contexto
El gobernador O'Higgins citó a la reunión con el fin de ratificar acuerdos anteriormente alcanzados con la nación mapuche, en el Parlamento de Lonquilmo, diez años antes, en 1783. En Lonquilmo el propio O'Higgins había dirigido las negociaciones, pero con el rango subalterno de brigadier, o jefe militar de la frontera.
O'Higgins se encontraba en ejercicio de su cargo desde 1788, por lo que debió parecerle prudente renovar las paces, pasado un lustro de su mandato colonial y una década desde la última junta general. 
Según el acta de Negrete, por otra parte, había fuertes signos de agitación en el interior de la nación mapuche, que podía terminar volviéndose contra los españoles. Consigna el documento que:
«ha sido muchas veces perturbada la paz interior entre varias de las naciones que componen los cuatro Butalmapus, y ha llevado sus disenciones y desabenencias hasta haber tomado las armas, robando las haciendas unos a otros, y sucedido mortandades horribles entre los de Bureu, Mulchén, Pehuenches de Rucalhue y Guenco de una parte, contra los de Angol y otras parcialidades del Butalmapu de los Llanos».
Por otra parte, el gobernador tenía especial preocupación por la realización de cada vez más frecuentes incursiones mapuches en el Virreinato del Río de la Plata, que los mapuches, en parlamentos anteriores, se habían comprometido a no repetir.
Por otro lado, al sur de los butalmapus mapuches, en el territorio huilliche, se había producido en 1792 la Rebelión de Río Bueno, lo que agregaba otro ingrediente de volatilidad en la frontera. Ante la imposibilidad de que los loncos huilliches acudan a Negrete, se realizará más al sur una reunión gemela: el Parlamento de Las Canoas (Rahue), celebrado el 8 de septiembre de 1793.:)

## La reunión
La reunión de Negrete costó a la corona la considerable suma de 10.897 pesos, gastada en su mayor parte en los regalos y agasajos, que por costumbre se brindaban a los asistentes indígenas. Estos, según las actas, incluían a 161 caciques (loncos), 16 capitanes, 11 mensajeros (aucanes), 77 "capitanejos" y 2.380 mocetones o guerreros. En total la concurrencia era de 2.645 mapuches, sin considerar mujeres, niños y otros no contemplados.
La comitiva española contemplaba la presencia de un dibujante, Ignacio Andia y Varela, con la misión de registrar el evento. Se ha supuesto que su original habría servido de modelo a la ilustración alusiva al Parlamento de Negrete que Claudio Gay incluyó en su Atlas de la historia física y política de Chile de 1854.
En la “Historia general de Chile”, escrita por el pedagogo, diplomático e historiador chileno Diego Barros Arana, se menciona:
- “.... El Gobernador se traslada al sur y celebra con los indios el parlamento de Negrete. Cuando O’Higgins hubo dejado en vía de ejecución los trabajos públicos en que había puesto tanto empeño, el camino de Valparaíso y los tajamares de Santiago, determinó trasladarse a la frontera a visitar los fuertes y las guarniciones militares, y a celebrar con los indios el parlamento de costumbre, que había ido aplazando de año en año. Comenzó por dar sus órdenes al intendente de Concepción para que citase a los indios al campamento de Negrete. O’Higgins contaba entonces setenta y dos años. Siéndole casi imposible el emprender a caballo un viaje tan largo y penoso, mandó alistar una carroza de su servicio, y en ella se puso en marcha el 2 de diciembre de 1792. Acompañábanlo entre otros funcionarios, el doctor don Ramón de Rozas, que por muerte del asesor Guzmán había entrado al ejercicio de este cargo, y el secretario de gobierno don Judas Tadeo de los Reyes. En todos los pueblos del tránsito, la comitiva del gobernador atraía de los campos vecinos un gran número de curiosos que jamás habían visto un coche recorrer aquellos caminos. El gobernador se hospedaba indiferentemente en los pueblos o en las casas de campo que hallaba en su tránsito, se imponía en todas partes de las necesidades que podía atender la administración pública, y el 24 de diciembre entraba a la villa de Los Ángeles y daba principio a sus trabajos con su acostumbrada actividad. Sin embargo, la convocación de las tribus araucanas para asistir al ceremonioso parlamento, ofrecía en esas circunstancias serias dificultades. Al sur de Valdivia, los indios, como contaremos, estaban en abierta rebelión contra los españoles, y esa rebelión, que tenía muy ocupadas a las autoridades de esa plaza, mantenía inquietas, retraídas o disimuladamente hostiles a algunas otras tribus. Los indios de la costa vecina a la Imperial se negaban a salir de sus tierras temerosos de que se quisiera castigarlos del alevoso salteo del obispo de Concepción en noviembre de 1787. A consecuencia de la campaña emprendida el año siguiente por los pehuenches contra el caudillo Llanquitur, los aliados de éste estaban recelosos y desconfiados, y ponían dificultad para concurrir al parlamento; y, aunque, al fin, atraídos por las seguridades de amistad que se les daba, y por la codicia de los regalos que se les iban a repartir, se resolvieron a presentarse en él, los enconos arraigados en los pechos de esos bárbaros, dieron origen a sangrientas pendencias que apenas podían reprimir las tropas españolas. El 27 de febrero de 1793, creyendo vencidas en su mayor parte estas dificultades, salió O’Higgins de los Ángeles, y se instaló en las ramadas que había hecho levantar en el pintoresco campo de Negrete. Allí se le fueron reuniendo el intendente de Concepción, brigadier don Francisco de Mata Linares, y cerca de 1.500 soldados de línea y de milicias y 66 oficiales efectivos o titulares. El obispo de Concepción don Francisco de Borja Maran, que después de los sucesos que acabamos de recordar, no quería tener nada que ver con los indios, y cuya asistencia al parlamento O’Higgins había resuelto evitar para no excitar los recelos y desconfianzas de los bárbaros, envió en su representación al deán de la catedral don José Tomás Roa y Alarcón. Por parte de los indios concurrieron, según las actas del parlamento, 161 caciques, 16 capitanes ancianos y de respeto, 11 mensajeros, 77 capitanejos y 2.380 mocetones, o acompañantes que acudían a aquella fiesta para alcanzar su parte en los agasajos. Los indios de la costa fueron los últimos en llegar, originando el retardo en la celebración del parlamento. En esos días se renovaron entre los indios que habían concurrido, las discordias y pendencias con todo el furor que desplegaban en sus luchas. El parlamento de Negrete, aplazado de día en día por la tardanza de algunas tribus de indios, se abrió al fin el 4 de marzo. O’Higgins comenzó la sesión con un largo y razonado discurso en que no faltan rasgos de verdadera elocuencia, y que fue traducido a los indios por los intérpretes, pero que debió producir entre ellos el mismo efecto de todos los que se pronunciaban en esas estériles e ineficaces ceremonias. Tres días se pasaron en estas conferencias, alternadas con los sencillos, pero abundantes banquetes en que se servía a los indios mucha carne asada y mucho vino. Con el aparato de costumbre, juraron éstos su amor a la paz y su sumisión al rey de España; y cuando se les hubieron repartido los regalos que se les daban en esas ocasiones, volvieron a sus tierras en medio del bullicio y de la algazara que se seguía a sus fiestas y borracheras. Aquel parlamento, en cuyo resultado no podía tener gran fe el presidente O’Higgins, pero que complacía a la Corte por el aparente sometimiento de los araucanos, había costado 10.897 pesos, suma verdaderamente enorme, dada la pobreza del tesoro real y las necesidades más premiosas que habrían podido remediarse ...”

## El tratado
Igualmente que en otros parlamentos, los españoles tradujeron los acuerdos de las jornadas de discursos en un tratado escrito, que ocupa la mayor parte de sus puntos en ratificar acuerdos anteriores de convivencia entre ambos bandos. Tal como sucede con los documentos de anteriores reuniones, podría incluso dudarse de que los mapuches hubiesen participado en la redacción del tratado y considerarse este texto escrito como un testimonio unilateral y no como un acto íntegramente común. Aun así, las actas y tratados españoles son las únicas fuentes disponibles en estos casos. 
Un ejemplo de los artículos; respecto del punto central de la soberanía y posesión de la tierra el parlamento de 1793 acordaba, a imitación de lo anteriormente pactado, que el soberano nominal de la nación mapuche era el rey de España, pero se aclara que la posesión de la tierra era conservada por la nación mapuche, por lo que se podría entender que en teoría el territorio de la Araucanía no pertenecía al Imperio español:
«...que como manteniendo S. M. a todos los indios de los cuatro Butalmapus en la posesión de las tierras que comprenden, ha conservado siempre sobre éstas el dominio alto que como a Soberano dueño de todo le corresponde».
En la práctica, el territorio era plenamente autónomo. No existiendo, siquiera, un libre tránsito asegurado para los españoles entre la frontera del Biobío y los enclaves sureños de Valdivia y Chiloé. Esto, pese a que en la teoría los acuerdos del mismo Parlamento de Negrete contemplaban una autorización de libre tránsito al respecto, aunque conviniendo en su artículo 4.º: 
«...la continuación del rito, o costumbre, de solicitar de los caciques por cuyas tierras pasan los caminos entre Concepción, Valdivia y Chiloé permiso para el tránsito de todo pasajero, y comerciante, y muchos más para los reales correos y transportes de tropas, pertrechos, víveres y demás efectos que de su real orden, se conducen por tierra a aquellos destinos».
El rey Carlos IV ratificó lo acordado en este parlamento, en una real orden expelida el 7 de diciembre de 1793.
En 1999, el Relator Especial de las Naciones Unidas para tratados, Miguel Alfonso Martínez, concluyó que los acuerdos alcanzados por parlamentos generales, como el de Negrete, podían asimilarse al estatus de un tratado internacional entre la Corona española y el pueblo Mapuche.